# Garibaldino

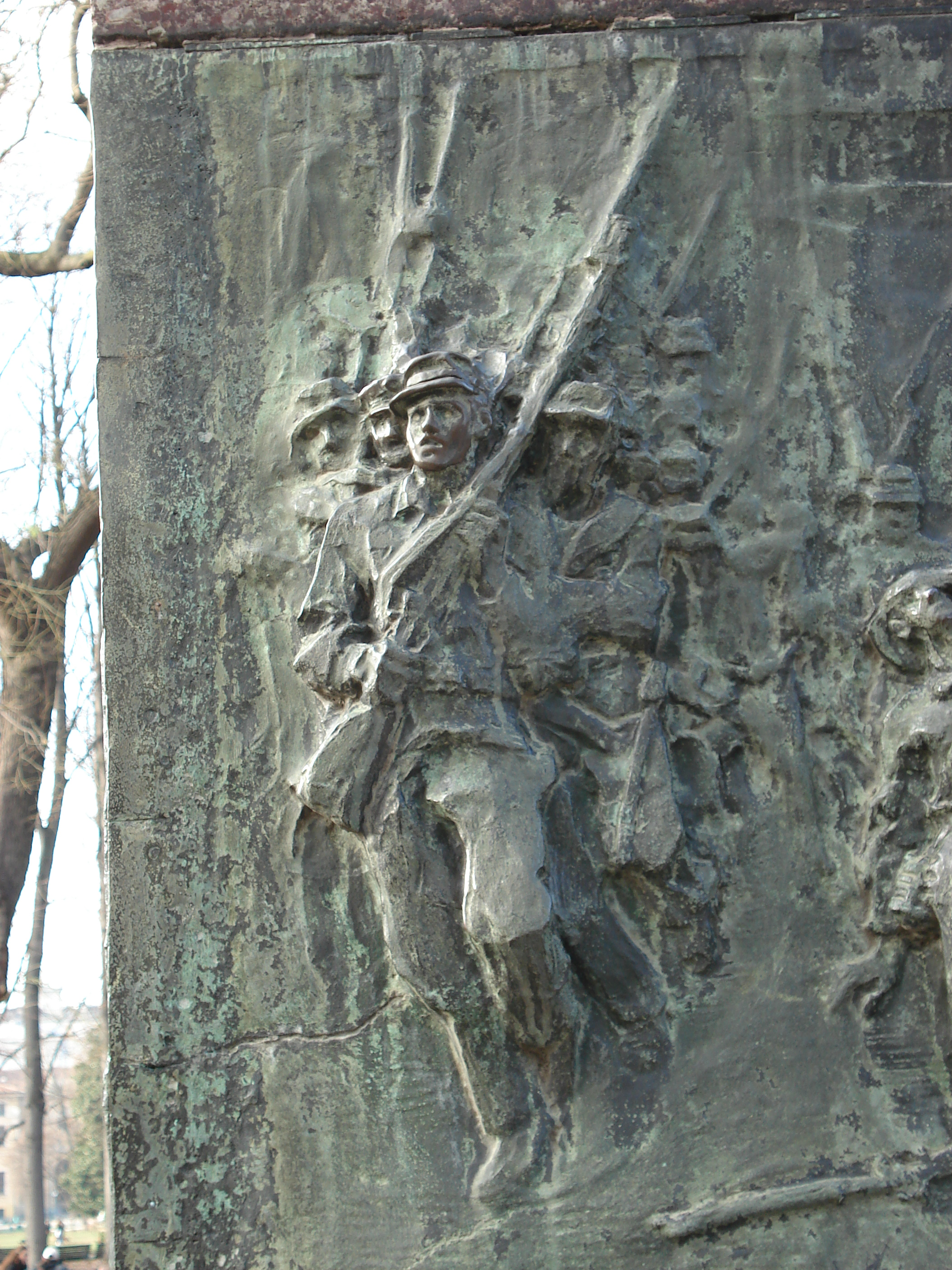
Soldados garibaldinos. Monumento em jardim público, em Milão.

Um garibaldino era, inicialmente, um soldado voluntário, membro dos Caçadores dos Alpes e de subseqüente Expedição dos Mil, comandados por Giuseppe Garibaldi na Itália do Risorgimento (pré-unificação) e que se empenharam nas lutas para a libertação (unificação) da região lombardo-vêneta e do Reino das Duas Sicílias.
Posteriormente, com o fim das lutas, o termo passou a identificar todos os patriotas do sul da Itália que se uniram aos "Mil".

## Histórico
Os garibaldinos eram todos aqueles que seguiram Garibaldi nas sucessivas expedições: em 1862, na Jornada de Aspromonte; em 1866, na Invasão do Trentino, em 1867, na Batalha de Mentana e a 1871 na Batalha de Digione.

## Características

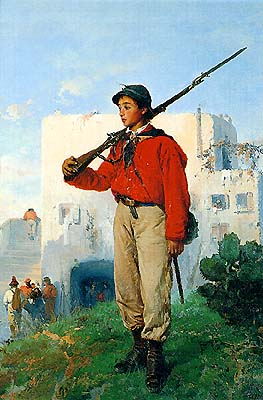
Girolamo Induno - vigia garibaldino uniformizado

A indumentária característica dos garibaldinos, que constituía seu fardamento, compunha-se de camisa vermelha, com lenço branco amarrado ao pescoço. 

## Usos modernos
O termo atravessou o tempo e também designou os componentes da Brigada Garibaldi que, durante a Segunda Guerra Mundial, combateram na Resistência italiana.
O termo, na Itália, embora raramente, é usado para indicar uma pessoa que tenha um estilo de vida espartano, e que procura realizar tarefas que aparentam ser proibitivas.